# Burg Ascheberg
Die Burg Ascheberg ist eine abgegangene mittelalterliche Höhenburg in Steinfurt in Nordrhein-Westfalen und heute ein Bodendenkmal. Die Burg war im Mittelalter der Stammsitz des edelfreien Geschlechts der Herren von Ascheberg. Die karolingische Anlage wurde im 12. Jahrhundert aufgegeben.

## Lage und Topographie
Die Ruine liegt im Ortsteil Burgsteinfurt bei 77,4 m ü. NHN auf dem Nordhang der Hollichen Höhe etwa 1500 Meter nordöstlich vom Schloss Burgsteinfurt. Flurbezeichnungen in der unmittelbaren Umgebung der Ruine deuten auf das Haus Ascheberg hin.

## Forschungsgeschichte
Die Quellenlage über die Burg Ascheberg ist sehr dürftig. Informationen über die Entstehungs- und Nutzungszeit der Burg sind nicht überliefert, weshalb Erkenntnisse hierzu nur durch archäologische Forschung zu erwarten sind.
Die Anlage wurde im Jahre 1900 von der Altertumskommission für Westfalen unter der Leitung von Baurat Johann Heinrich Schmedding und auf Anregung des Burgsteinfurter Gymnasiallehrers Karl Georg Döhmann teilweise archäologisch untersucht.
Dabei wurde festgestellt, dass es sich bei der Burg um eine zweiteilige, etwa B-förmige Anlage gehandelt hat, die eine Fläche von etwa 160 × 100 Meter einnahm und von einem Graben-Wall-System umwehrt war. Die Burghöfe der höhergelegenen südlichen Hauptburg und der tiefergelegenen nördlichen Unterburg hatten eine Nutzfläche von je etwa 40 × 40 Meter.
Auf dem südlichen Burghof konnte Schmedding die Hauptburg mit einem Palas und einem Bergfried nachweisen. Der Burghof war mit flachen Bruchsteinplatten gepflastert. Etwas nordwestlich aus der Mitte des Hofs versetzt, aber dennoch zentral, lag der Bergfried mit einem polygonalen Außen- und einem viereckigen Innengrundriss. Die Fundamente bestehen aus vermörteltem lokalen Bruchstein und sind 2,50 Meter stark. Sie weisen ein lichtes Maß von 4 × 4 Metern auf.
Südlich des Bergfrieds entdeckte Schmedding das Fundament eines steinernen Gebäudes, das er als Palas identifizierte. Das Fundament konnte er auf einer Länge von 11 Metern verfolgen. Die Bruchsteinmauer war 0,70 Meter stark und bestand ebenfalls aus lokalem vermörteltem Bruchstein. Als Ecksteine waren Quader aus Bentheimer Sandstein verwendet worden.
Wo sich der Zugang zur Burg befand, ist derzeit noch ungeklärt.
Die Vorburg mit den Wirtschaftsgebäuden wird im tiefergelegenen Nordteil der Anlage vermutet. Grabungsergebnisse, die diese Annahme belegen, liegen nicht vor.
Die Grabungsergebnisse deuten darauf hin, dass die Anlage in karolingischer Zeit entstand und im 12. Jahrhundert niedergebrannt wurde.
Dies deckt sich mit dem Bericht aus einer Chronik der Johanniterkommende in Steinfurt aus dem 15. Jahrhundert, wonach die Burg um 1164 in einer Fehde zwischen den Herren von Ascheberg, die einen möglichen Bezug zu einem gleichnamigen Adelsgeschlecht späterer Zeit haben, und den Herren von Steinfurt zerstört wurde.
Die Originaldokumentation der Grabung Schmeddings ist nicht erhalten.
2010 fanden anlässlich des Vorhabens der Stadt Steinfurt, das Bodendenkmal für die Öffentlichkeit zu erschließen, Nachgrabungen der LWL-Archäologie für Westfalen statt, welche die Grabungsergebnisse Schmeddings bestätigten.

## Öffentlichkeit und Denkmalschutz
Seit 2013 ist die Ruine für die Öffentlichkeit über Hinweistafeln und ein Wegesystem erschlossen. Auch wurden die im Erdreich geschützten, aber aus der Grabung von 1900 bekannten Fundamente obertägig durch 0,5 Meter hohe Drahtschotterkästen markiert. Die NRW-Stiftung förderte diese Maßnahme mit 24.000 €.
Der Bereich der Burgruine ist ein Bodendenkmal nach dem Gesetz zum Schutz und zur Pflege der Denkmäler im Lande Nordrhein-Westfalen (Denkmalschutzgesetz – DSchG NW). Nachforschungen und gezieltes Sammeln von Funden sind genehmigungspflichtig, Zufallsfunde an die Denkmalbehörden zu melden.